# 花38線
花38線（豐山－豐坪），起點花蓮縣壽豐鄉豐山村，終點花蓮縣壽豐鄉豐坪村，全長4.100公里。

## 路線特色
路線貫穿豐田社區（豐山、豐裡、豐坪），並穿越台東線鐵路串連台9線花東公路及台11丙線。
因台9線花東公路主線道、花蓮縣考古博物館 （页面存档备份，存于）、台灣觀光學院及豐田社區商業機能集中於台東線鐵路西側，豐田車站、壽豐國中、豐裡國小、豐田移民村、碧蓮寺（豐田神社舊址）及文史館位在鐵路東側，本鄉道連結以上地點而為該地區重要道路。

## 途經鄉鎮
- 壽豐鄉：中興街山邊路口（接 花41線）→中興街→中興街中山路口（左轉與 台9線花東公路共線）→右轉豐德街地下道[6]（ 台9線共線終點）→右轉豐裡二街→左轉中山路（右往豐田車站）→壽豐國中→豐裡國小、豐田移民村、文史館→中山路豐坪路口（接 台11丙線）